# وي يو

وحدة تحكم وي يو

وي يو (بالإنجليزية: Wii U؛ باليابانية: ウィー・ユー؛ اسم المشروع السابق: «مشروع كافيه» (Project Café)) هو سادس نظام ألعاب فيديو من نينتندو. كان وقد عرضت في إي3 2011، وخلال المؤتمر الصحفي لنينتندو في 7 يونيو، 2011. صدر النظام بين نوفمبر وديسمبر 2012.

## لمحة عامة
جهاز «وي يو» هو جهاز ألعاب الفيديو القادم من نينتندو، وسيكون خليفة جهاز وي. تم كشف النقاب عنه خلال مؤتمر صحفي لنينتندو عام 2011 في معرض الترفيه الإلكتروني في 7 يونيو 2011، ومن المتوقع أن يصدر في الربع الرابع من عام 2012 في أمريكا الشمالية وأوروبا، وأستراليا، واليابان، وهو الجهاز الأول في الجيل الثامن من أجهزة ألعاب الفيديو.
«وي يو» يضم وحدة تحكم جديدة، تسمى الوحدة اللوحية، مع شاشة لمس مدمجة. ووحدة التحكم هذه تسمح للاعب بالاستمرار في لعب بعض الألعاب عن طريق عرض اللعبة على الوحدة اللوحية حتى عند إيقاف تشغيل التلفاز.
في معرض E3 2012، أزيح الستار عن وحدة تحكم ثانية، سميت «وحدة التحكم المتطورة»،وهي وحدة تحكم تقليدية. وتضم اثنين من عصي التحكم.
النظام الجديد متوافق مع جهاز وي، وألعاب «وي يو» تتوافق مع اكسسوارات جهاز وي، مثل ريموت التحكم اللاسلكي و Nunchuk. ومع ذلك، بخلاف جهاز وي، فإن جهاز «وي يو» غير متوافق مع ألعاب أو طرفيات جهاز نينتندو جيم كيوب. ومع ذلك بإمكانك تنزيل هذه الألعاب من الإنترنت من خلال خدمة «نينتندو الجهاز النظري».
تم تصميم الجهاز أولاً في عام 2008 من قبل نينتندو وذلك بعد أن أكتشفت نينتندو العديد من المشاكل والتحديات في جهازها السابق«وي»، مثل نظرة الجمهور العام أن الجهاز يصلح فقط للاعبين المبتدئين والعاديين. ومن خلال جهاز ال «وي يو» تود نينتندو إغراء اللاعبين المخضرمين بالعودة إليها مرة أخرى.
مصمم الألعاب شيجيرو مياموتو اعترف بأن الافتقار إلى الدقة العالية HD والبنية الأساسية المحدودة للشبكة في النظام أسهمت أيضا في عزل النظام في فئة منفصلة عن أنظمة منافسيها وهي أجهزة إكس بوكس 360 وبلاي ستيشن 3. وتقرر أن النظام الجديد يجب أن يتضمن تغييرات هيكلية كبيرة، ولذلك كان هناك الكثير من النقاش حول فكرة الجهاز الجديد داخل الشركة، وتم إلغاء المشروع وإعادته إلى الصفر عدة مرات.
تصميم لوحة التحكم تم استيحاؤه من الضوء الأزرق في جهاز «وي» الذي يضيء للإشارة إلى الرسائل الجديدة.
أراد مياموتو وفريقه أن يكون هناك شاشة صغيرة لعرض بيانات عن اللعبة وكذلك لعرض الرسائل لللاعبين. ولكن بعد التطوير أصبحت الشاشة كبيرة وبإمكانها عرض اللعبة بشكل كامل والتحكم بها.

## الجهاز
ستقوم نينتندوبتقديم جهاز «وي يو» باللون الأبيض عند إطلاقه، وبعد الإطلاق ستقدم اللون الأسود. وللعلم صفحة نينتندو E3 الرسمية يظهر فيها اللونين.

### لوحة تحكم ال «وي يو» (أبيض)
هي وحدة التحكم الرئيسية للوي يو وتضم شاشة مدمجة تعمل باللمس، التي يمكنها عرض اللعب الذي يظهر على الشاشة الرئيسية بنفس الوقت، وتعمل كشاشة مستقلة دون استخدام التلفاز. كما تضم وحدة التحكم حساس للتسارع، وحساس جيروسكوب للإتجاهات، والكاميرا وأثنتين من عصي التحكم، فضلا عن ميكروفون مدمج، ودعم للاتصال القريب. (الذي يمكن استخدامه، ضمن استخدامات أخرى، مع الطرفيات التي يمكن أن تتصل مع جهاز الوي يو، وكذلك مدفوعات بطاقة الائتمان الاسلكية).
الجهاز سيكون متوافقا مع ريموت التحكم لجهاز الوي ،و مع ال Nunchuk ولوحة جهاز الوي الأرضية، فضلا عن يد التحكم المتطورة لجهاز الوي يو من ضمن وسائل التحكم التقليدية.
شيغيرو مياموتو أيد فكرة يد التحكم نظراً لأنه يدعم ميزة القدرة على استخدام شاشة ثانوية بينما تكون شاشة التلفاز يشغلها شخص آخر.
يقال أن جهاز الوي يو سيوفر تنافس غير مسبوق لأن اللاعب الذي يستعمل يد التحكم يقوم باللعب بطريقة معينة وبتفاعل يختلف عن طريقة لعب وتفاعل اللاعبين المنافسين.
يد التحكم المتطورة لجهاز الوي يو لونين أبيض وأسود:
سيضم الجهاز وحدة تحكم ثانية متاحة على حدة، تسمى وحدة «تحكم برو وي يو». تحتوي على عصي التحكم التقليدية وكذلك الأزرار والضغطات المتوفرة في معظم وحدات التحكم التقليدية.
و كشفت نينتندو النقاب عن هذه اليد في معرض E3 2012، وتهدف من وراء ذلك جذب اللاعبين المحترفين لجعل المنافسة أكبر مع سوني ومايكروسوفت.
و للعلم العديد من الصحفيين صرحوا «لاحظنا تشابه في وحدة تحكم Microsoft Xbox 360 مع وحدة تحكم الوي يو».
ليس مؤكدا توافق هذه اليد مع كافة ألعاب «يو وي» نظراً إلى افتقارها إلى شاشة تعمل باللمس.
المواصفات التقنية
أعلنت نينتندو عن المواصفات الفنية للأجهزة «وي يو»، وهي مدرجة أدناه. هذه المواصفات عرضة للتغيير:
المعالجات:
-	 CPU: المعالج هو IBM متعدد النواة
-	GPU: معالج الرسوم مصمم خصيصا للجهاز من نوع AMD Radeon عالي الدقة
-	معالج وي يو الرئيسي CPU من شركة أي بي أم. تصفه شركة أي بي أم بأنه «معالج جديد مصغر، ذو قوة معالجه عالية»، المعالج متعدد النواة مقاسه 45 نانومتر مع ذاكرة تخزين مؤقت EDRAM. على الرغم من أن نينتندو وأي بي أم لم تكشف عن المواصفات التفصيلية للمعالج، مثل عدد النوى، ومعدل السرعة، أو حجم ذاكرة التخزين المؤقت، فإن الرقاقة تحتوي على ذاكرة EDRAM كبيرة «نفس تقنية المعالج موجودة في نظام واتسون» والمعالج يتضمن بعض مواصفات معالج POWER7 من أي بي أم، والذي يدعم نظام كمبيوترات واتسون ويحتوي على ذاكرة مؤقتة من نوع L3 eDRAM. سيتم إنتاج «وحدة المعالجة المركزية لجهاز وي يو» من شركة أي بي أم في مصنع أشباه الموصلات شرق منطقة فيشكيل في نيويورك.
التخزين:
-	 8 جيجابايت ذاكرة فلاش داخلية، قابلة للتوسيع عن طريق بطاقات الذاكرة SD ومحركات الأقراص عن طريق USB
-	 مدخل التحميل للقرص الضوئي والمتوافق مع مقاس 12 سم من «الأقراص الضوئية عالية الكثافة» والمؤلف من (25 غيغابايت لكل طبقة)
قدرات الأجهزة الطرفية:
-	مدخل ذاكرة من نوع SD (يدعم بطاقات SDHC)
-	منافذ USB 2.0 (2 في الجانب الأمامي من الجهاز، و 2 في الجانب الخلفي)
-	مدخل مسطرة الاستشعار
-	مخارج "AV Multi "
-	منفذ HDMI 1.4.
لوحة التحكم وي يو:
تحتوي على:
-	 مقياس التسارع المدمج ثلاثي المحاور وجيروسكوب لمعرفة الإتجاهات ثلاثي المحاور
-	مكبرات الصوت والميكروفون
-	الكاميرا الأمامية
-	حساس الأشعة تحت الحمراء
-	شاشة لمس مقاس (15.7 سم) 6.2 بوصة
-	عصي التحكم عدد 2 قابلة للضغط مع لوحة D-PAD
-	 القلم
-	أزرار ابدأ والصفحة الرئيسية وزر التشغيل
-	أزرار A/B/X/Y الأمامية، أزرار L/R وأزرار الزناد ZL/ZR
-	الهزاز
-	زر تعريف يد التحكم
-	بلوتوث
ملاحظة جهاز «وي يو» متوافق مع يد التحكم لجهاز وي ويد ال Nunchuk ويد التحكم الكلاسيكية واللوحة الأرضية لجهاز ال وي. وقد أعلن من خلال شبكة نينتندو أن «يد التحكم لجهاز ال وي» ستستخدم ليس لألعاب وي فحسب، بل أيضا كطريقة جديدة للجمع مع تجربة وحدة تحكم اللوحية.
-	الفيديو بالدقة التالية P1080 ، 1080i، 720p، 576i PAL، p 480، 480i، ومقاس الشاشة 4:3 و 16:9
-	 مدخل AV-Multi تدعم وصلة الفيديوComposite ,وصلة تدعم Component YPBPR، وصلة S-Video(NTSC consoles only)، وصلة RGB SCART (PAL فقط),
-	مخرج HDMI 1.4 مع دعم الصورة المجسمة ثلاثية الأبعاد
-	مخرج الصوت AV Multi مع دعم 6 قنوات صوتية من نوع PCM من خلال مخرج ال HDMI
-	
-	المواصفات:
-	
-	الاتصال القريب:
-	
-	إن شريحة الاتصال القريب في جهاز الوي يو موجودة في لوحة التحكم اليدوية للجهاز.
-	و شريحة الاتصال القريب يمكن استعمالها من قبل اللاعبين لجلب بعض المحتويات والبيانات من البطاقات الخاصة وكذلك تماثيل الألعاب. وهذا يتحقق من خلال وضعها على لوحة التحكم اليدوية.
-	و هذه الشريحة تستطيع أيضا تعديل وكتابة البيانات على هذه البطاقات والشخصيات والتي بدورها تستعمل كوسيلة لنقل البيانات.
-	بالإضافة إلى ذلك فهذه الشريحة يمكن استعمالها لعمل صفقات البيع والشراء من خلال البطاقات الائتمانية من خلال فقط وضع البطاقة على شاشة لوحة التحكم اليدوية فقط.
-	
إمكانيات الاتصال بالشبكة:
-	شبكة نينتندو هي شبكة ذات نظام موحد مشابه لشبكة سوني بلاي ستيشن وشبكة مايكروسوفت أكس بوكس.
شبكة نينتندو متوفرة على أجهزة وي يو وأجهزة 3DS
-	في جهاز الوي يو توفر الشبكة اللعب لعدة لاعبين من خلال الانترنت والتحادث بالصورة والصوت من خلال لوحة التحكم اليدوية في جهاز الوي يو وكذلك التنزيل من الانترنت.
-	ستستخدم شبكة نينتندو على جهاز الوي طريقة إنشاء حساب خاص لكل لاعب تماماً مثل شبكة البلاي ستيشن والأكس بوكس.
-	يمكن أن يستوعب الوي يو ل 12 حساب لللاعبين.
-	حساب اللاعب على الوي يو سيكون بديلاً للطريقة السابقة للحساب (طريقة رمز الصديق) والتي كانت مستعملة في جهاز الوي السابق.
-	كما يمكن استعمال شبكة نينتندو على الوي يو كأداة للتواصل بين الوي يو وال 3DS.
-	إن التسوق من خلال جهاز الوي eShop سيكون من خلال متجر على الأنترنت.
-	و التسوق سيتوفر عند إطلاق الجهاز وسيوفر أدوات تنزيل الألعاب وشرائها لجهاز الوي يو وكذلك الألعاب التي تباع بالمفرق وألعابMIIWare وألعاب Virtual console وكذلك البرامج والتطبيقات.
-	سيحتوي المتجر الإلكتروني eShop أيضاً على تحديثات وإضافات الألعاب لكل من الألعاب المباعة بالمفرق أو المباعة إلكترونياً.
كل الأشياء المأخوذة من المتجر الإلكتروني eShop سيتم ربطها مع حساب اللاعب على الجهاز والتي يمكن نقلها بسهولة إلى جهاز وي يو آخر.
-	جهاز الوي يو يحتوي أيضا على نظام شبكة اجتماعية مدمج يدعى Miiverse وهو يظهر كخيار داخل القائمة الرئيسية في الجهاز أو يمكن أن يظهر داخل اللعبة كخيار ويمكن التحكم به في أي لحظة.
-	يحتوي جهاز الوي يو على متصفح إنترنت والذي يسمح للاعبين بتصفح الأنترنت على لوحة التحكم اليدوية أو على شاشة التلفاز.
قدرات الصوت والصورة:
-	 نينتندو تعمل مع شركات Netflix, Hulu Plus,Amazon instant video واليوتيوب لجلب لقطات الأفلام والمحتوى التلفزيوني إلى «نينتندو وي يو»
-	أجرت نينتندو عرضاً لإمكانية تحويل العرض من يد التحكم اللوحية إلى الشاشة التلفازية. وسوف يكون لدى المستخدمين أيضا القدرة على تبديل العرض من شاشة التلفاز إلى شاشة يد التحكم اللوحية عند مشاهدة أفلام الفيديو. ويمكن أيضا استخدام يد التحكم اللوحية كريموت تحكم بالتلفاز حتى عند إيقاف تشغيل «وي يو». وهذا سوف يسمح للمستخدمين استخدام يد التحكم اللوحية كوسيلة لتبديل قنوات التلفاز ومشاهدة القنوات التلفازية وتشغيل جهاز «وي يو» بنفس الوقت.
نظام البرمجة :
-	سيكون نظام برمجة «وي يو» مرتبط مع نظام Miiverse ومع نظام شبكة نينتندو.
-	 عندما يبدأ «وي يو» بالعمل فإن شاشة التلفاز سوف تظهر Miiverse وحالة الأصدقاء Miis، في حين يد التحكم اللوحية سوف تظهر قائمة تشغيل البرمجيات، حيث يمكن تشغيل الألعاب والتطبيقات منها؛
-	 يمكن تبديل العرض ل Miiverse وعرض قائمة البرمجيات بين شاشة التلفاز وشاشة «يد التحكم اللوحية لل وي يو». برنامج نظام «وي يو» سوف يسمح أيضا للمستخدمين الوصول إلى الدردشة على Miiverse دون إغلاق لعبتهم.
الألعاب:
قائمة ألعاب «وي يو» :
نينتندو تضمن توفير المزيد من الدعم لشركات تصميم الألعاب على «وي يو»؛و أعلنت خلال معرض E3 2011 عن حفنة من الألعاب ستكون قيد التصميم على جهاز وي يو. وعرضت خلال معرض E3 2012، عناوين ألعاب مثل Darksiders II, Assassin's Creed III, Mass Effect 3, Batman: Arkham City Armored Edition, Just Dance 4, as well as exclusives such ZombiU, Rayman Legends, Lego City Undercover، وأعلنت نينتندو عن ألعاب من تصيميها هي نفسها مثل New Super Mario Bros. U, Pikmin 3, Nintendo Land, Wii Fit U, Game & Wario. كما ذكر ساتورو أيواتا في السنة الماضية عن أن لعبة Super Smash Bros القادمة قد بدأ تصميمها فعلياً حسب ماساهيرو ساكوراي.